# Sjöbärnstenssnäcka
Sjöbärnstenssnäcka (Oxyloma sarsii) är en snäckart som först beskrevs av Esmark 1886.  Sjöbärnstenssnäcka ingår i släktet Oxyloma, och familjen bärnstenssnäckor. Arten är reproducerande i Sverige.